# Olympische Winterspiele 1998/Teilnehmer (Chinese Taipei)
| Gelbes Symbol für Goldmedaillen mit stilisierten Olympischen Ringen | Graues Symbol für Silbermedaillen mit stilisierten Olympischen Ringen | Braundes Symbol für Bronzemedaillen mit stilisierten Olympischen Ringen |
| ------------------------------------------------------------------- | --------------------------------------------------------------------- | ----------------------------------------------------------------------- |
| —                                                                   | —                                                                     | —                                                                       |

Die Republik China nahm unter dem Namen Chinesisch Taipeh an den Olympischen Winterspielen 1998 im japanischen Nagano mit einer Delegation von sieben Athleten in drei Disziplinen teil, davon sechs Männer und eine Frau. Ein Medaillengewinn gelang keinem der Athleten.
Fahnenträger bei der Eröffnungsfeier war der Bobfahrer Sun Kuang-ming.

## Teilnehmer nach Sportarten

### Bob
| Athleten                                                  | Wettbewerb | Lauf 1  | Lauf 1 | Lauf 2  | Lauf 2 | Lauf 3  | Lauf 3 | Lauf 4  | Lauf 4 | Gesamt      | Gesamt |
| Athleten                                                  | Wettbewerb | Zeit    | Rang   | Zeit    | Rang   | Zeit    | Rang   | Zeit    | Rang   | Zeit        | Rang   |
| --------------------------------------------------------- | ---------- | ------- | ------ | ------- | ------ | ------- | ------ | ------- | ------ | ----------- | ------ |
| Männer                                                    |            |         |        |         |        |         |        |         |        |             |        |
| Sun Kuang-ming Cheng Jin-shan                             | Zweierbob  | 56,84 s | 34     | 56,86 s | 33     | 56,71 s | 33     | 56,93 s | 35     | 3:47,34 min | 34     |
| Sun Kuang-ming Duh Maw-sheng Chang Mau-san Cheng Jin-shan | Viererbob  | 55,30 s | 27     | 55,13 s | 26     | 55,52 s | 26     | –       | –      | 2:45,95 min | 26     |

### Eiskunstlauf
| Athleten  | Wettbewerbe | Kurzprogramm | Kür           | Gesamt        | Gesamt        |               |
| Athleten  | Wettbewerbe | Rang         | Rang          | Bewertung     | Rang          |               |
| --------- | ----------- | ------------ | ------------- | ------------- | ------------- | ------------- |
| Männer    |             |              |               |               |               |               |
| David Liu | Einzel      | 27           | ausgeschieden | ausgeschieden | ausgeschieden | ausgeschieden |

### Rodeln
| Athlet            | Wettbewerb | Lauf 1   | Lauf 1 | Lauf 2   | Lauf 2 | Lauf 3   | Lauf 3 | Lauf 4   | Lauf 4 | Gesamt       | Gesamt |
| Athlet            | Wettbewerb | Zeit     | Rang   | Zeit     | Rang   | Zeit     | Rang   | Zeit     | Rang   | Zeit         | Rang   |
| ----------------- | ---------- | -------- | ------ | -------- | ------ | -------- | ------ | -------- | ------ | ------------ | ------ |
| Frauen            |            |          |        |          |        |          |        |          |        |              |        |
| Lee Yi-fang       | Einsitzer  | 55,052 s | 29     | 55,217 s | 29     | 56,648 s | 29     | 53,117 s | 27     | 3:40,034 min | 29     |
| Männer            |            |          |        |          |        |          |        |          |        |              |        |
| Hsieh Hsiang-chun | Einsitzer  | 54,192 s | 31     | 53,093 s | 31     | 53,325 s | 29     | 54,159 s | 30     | 3:34,769 min | 30     |